# Unión Católica (Perú)
Unión Católica es una localidad peruana ubicada en el distrito de Huarmaca, perteneciente a la provincia de Huancabamba del departamento de Piura, al norte del Perú. 

## Ubicación
Unión Católica se ubica al centro de la provincia de Huancabamba, en el distrito de Huarmaca, en el departamento de Piura.

## Demografía
En 2017 Unión Católica tenía una población de 31 habitantes.